# Matt Birk
Pour les articles homonymes, voir Birk.
(en) Statistiques sur pro-football-reference
Matthew Robert « Matt » Birk, né le 23 juillet 1976 à Saint Paul, est un joueur américain de football américain.
Ce centre a joué pour les Vikings du Minnesota (1998–2008) et les Ravens de Baltimore (2009–2012) en National Football League (NFL).
Il a remporté le Super Bowl XLVII.